# Grafmonument van Albert Hahn
Het grafmonument van Albert Hahn op begraafplaats De Nieuwe Ooster in de Nederlandse stad Amsterdam is een rijksmonument.

## Beschrijving

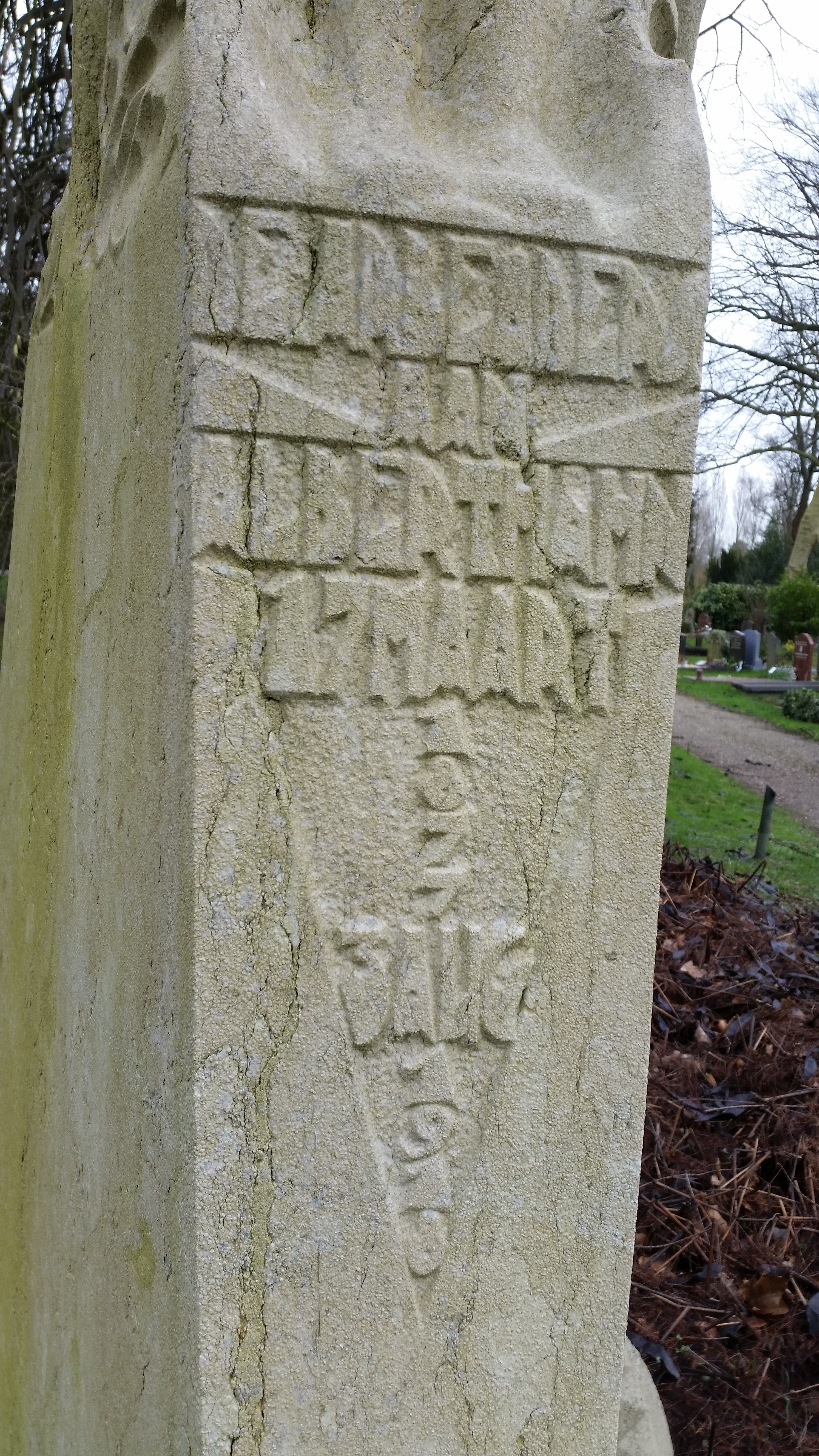
De tekst op het monument (februari 2020)

Albert Hahn (1877-1918) was een politiek tekenaar. Na zijn overlijden werd een comité (deels uit de SDAP) opgericht, die een oproep deed gelden bij elkaar te brengen ter financiering van een monument. Het monument van Hahn werd ontworpen door de in Amsterdam werkzame beeldhouwer Hildo Krop. Krop maakte een gestileerde lotus op een taps toelopend voetstuk. Het wordt bekroond door een beeldengroep van een arbeidersgezin, voortgestuwd door de genius. Het beeld werd 28 september 1919 (Hahn overleed 3 augustus 1918) onthuld. Het Volk constateerde dat de sokkel van muschelkalksteen is; het beeld van Jura-kalksteen. In het staande monument is de tekst De arbeiders aan Albert Hahn 17 maart 1877 3 augustus 1918 te lezen. Vanuit het voetstuk loopt een soort ronde terreinafscheiding naar voren, zodat een bloementuintje mogelijk werd. In dat tuintje kwam later de grafsteen te liggen van Albert P. Hahn junior (1894-1953, zoon) en Iemkje Hahn-Robijns (1869-1962, levenspartner van senior) te liggen.

## Waardering
Het grafmonument (klasse 1, vak 26, nr. 1) werd in januari 2004 in het Monumentenregister opgenomen vanwege het "algemeen belang wegens cultuur-, kunst-, sociaal-, en funerair-historische waarde. Tevens van belang in het oeuvre van beeldhouwer Hildo Krop"